# 中山の補題
数学、具体的には現代代数学や可換環論において、中山の補題（なかやまのほだい、英: Nakayama's lemma、クルル-東屋の定理（Krull–Azumaya theorem）とも）は、環（典型的には可換環）のジャコブソン根基とその有限生成加群の間の相互関係を定める。有り体には、補題より直ちに可換環上の有限生成加群は体上のベクトル空間のように振る舞うことが言える。これは代数幾何において重要な道具である、なぜならばそれによって代数多様体の局所的なデータを、局所環上の加群の形において、環の剰余体上のベクトル空間として各点ごとに研究することができるからである。
この補題は、まずヴォルフガンク・クルルによって可換環のイデアルの特殊な場合において発見され、次に一般の場合が Azumaya (1951) によって発見されたにもかかわらず、日本人数学者中山正にちなんで名づけられている。可換の場合には、補題はケイリー・ハミルトンの定理を一般化した形の単純な帰結であり、これは Atiyah & MacDonald (1969) に書かれている。非可換なときの右イデアルに対する補題の特別な場合は Jacobson (1945) にあり、そのため非可換な中山の補題はジャコブソン-東屋の定理 (Jacobson–Azumaya theorem) と呼ばれることもある。後者はジャコブソン根基の理論にたくさんの応用をもっている。

## 補題の主張
R を単位元 1 をもった可換環とする。Matsumura (1989) で述べられているように、以下が中山の補題である。
主張 1：  I を R のイデアルとし、M を R 上有限生成加群とする。IM = M であれば、r ≡ 1 (mod I) であるような r ∈ R が存在して、rM = 0 となる。
これは以下で証明される。
この系である次もまた中山の補題と呼ばれ、最もよく現れるのはこの形においてである。
主張 2： M が R 上有限生成加群で、J(R) が R のジャコブソン根基で、J(R)M = M とすると、M = 0 である。
証明：（上記の様な r に対し）r − 1 はジャコブソン根基に入るので r は可逆である。
より一般的に、次が成り立つ。
主張 3： M が R 上加群で、N が M の部分加群であり、M = N + J(R)M 、M/NがR 上有限生成加群であれば、M = N である。
証明： 主張 2 を M/N に適用する。
次の結果は生成元の言葉で中山の補題を述べている。
主張 4： M が R 上有限生成加群であり、M の元 m1, ..., mn の M/J(R)M における像が M/J(R)M を R-加群として生成すれば、m1, ..., mn は M を R-加群として生成する。
証明： 主張 3 を N = ΣiRmi に適用する。
最後の系の結論は、前もって M が有限生成であると仮定しなくても、I-進位相について M が完備かつ分離加群であると仮定すれば、成り立つ。ここで分離性は I-進位相がT1分離公理を満たすことを意味する。これは {\displaystyle \textstyle {\bigcap _{k=1}^{\infty }I^{k}M=0}} と同値である。

## 結果

### 局所環
m を極大イデアルとする局所環 R 上の有限生成加群 M という特別なケースにおいて、商 M/mM は体 R/m 上のベクトル空間である。このとき主張 4 は M/mM の基底は M の極小生成集合に持ちあがることを意味する。逆に、M のすべての極小生成集合はこのようにして得られ、任意の2つのそのような生成集合は R に成分をもつ可逆行列によって関連付けられている。
この形において、中山の補題は具体的な幾何学的重要性を帯びる。局所環は幾何学において点における関数の芽として生じる。局所環上の有限生成加群はきわめて頻繁にベクトル束の断面の芽として生じる。点よりもむしろ芽のレベルで研究するとき、有限次元ベクトル束の概念は連接層の概念に取って代わられる。インフォーマルには、中山の補題は連接層をなおある意味でベクトル束から来ているとみなすことができると言っている。正確には、F を任意のスキーム X 上の OX-加群の連接層とする。点 p ∈ X における F の茎、これは Fp と表記されるが、局所環 Op 上の加群である。p における F のファイバーは
ベクトル空間 F(p) = Fp/mpFp である、ただし mp は Op の極大イデアル。中山の補題によってファイバー F(p) の基底は Fp の極小生成集合に持ちあがる。つまり：
- 点における連接層 F のファイバーの任意の基底は局所断面の極小基底から来ている。

### 上昇と下降
上昇定理 (going up theorem) は本質的に中山の補題の系である。それは次のようなものである。
- R ⊂ S を可換環の整拡大とし、P を R の素イデアルとする。このとき S の素イデアル Q が存在して、Q ∩ R = P.  さらに、Q は Q1 ∩ R ⊂ P であるような S の任意の素イデアル Q1 を含むように選ぶことができる。

この結果を幾何学的に述べるために、整拡大は代数多様体の固有射と対応する。複素数体上の多様体に対して、固有とは単に通常の位相でコンパクト集合の逆像が再びコンパクトであるということを意味する。すると上昇は固有射のもとでの部分多様体の像が再び部分多様体であることを意味している。

### 加群の全射準同型
中山の補題は可換環上の有限生成加群は体上のベクトル空間のようであるという解釈を与える。中山の補題の次の結果はこれが正しいような別の解釈を与える。
- M が有限生成 R-加群で ƒ: M → M が全射自己準同型であれば、ƒ は同型写像である[10]。

局所環上では、加群の全射についてさらに言えることがある。
- R が局所環でその極大イデアルが m であり、M, N は有限生成 R-加群であるとする。φ : M → N が R-線型写像で商 φm : M/mM → N/mN が全射であれば、φ は全射である。

### ホモロジー代数において
中山の補題はまたホモロジー代数学においてもいくつかのバージョンがある。上記の全射についてのステートメントは次のことを示すのに使える。
- M を局所環上有限生成加群とする。すると M が射影加群であることと自由加群であることは同値である。

これの幾何学的、大域的な対応物は Serre–Swan の定理であり、射影加群と連接層を関係づける。
より一般に、
- R を局所環とし M を R 上の有限生成加群とする。このとき M の R 上の射影次元は M のすべての極小自由分解の長さに等しい。さらに、射影次元は M の大域次元に等しく、これは定義によって次を満たす最小の整数 i ≥ 0 である：

{\displaystyle \operatorname {Tor} _{i+1}^{R}(k,M)=0.}
ここで k は R の剰余体であり Tor はTor関手である。

## 証明
中山の補題の標準的な証明はAtiyah & MacDonald (1969)による次のテクニックを用いる。
- M を n 元で生成された R-加群とし、φ : M → M を R-線型写像とする。φ(M) ⊂ IM であるような R のイデアル I が存在すれば、pk ∈ Ik であるような単多項式

{\displaystyle p(x)=x^{n}+p_{1}x^{n-1}+\cdots +p_{n}}
が存在して、M の自己準同型として
{\displaystyle p(\varphi )=0}
である。
この主張はちょうどケイリー・ハミルトンの定理を一般化したものであり、同様に証明できる。M の生成元 xi について、
{\displaystyle \varphi (x_{i})=\sum _{j=1}^{n}a_{ij}x_{j}}
の形の関係がある。ただし aij ∈ I である。したがって
{\displaystyle \sum _{j=1}^{n}\left(\varphi \delta _{ij}-a_{ij}\right)x_{j}=0}
である。求める結果は行列 (φδij − aij) の余因子行列を掛け、クラメルの公式を使うことによって従う。すると det(φδij − aij) = 0 であることがわかるので、求める多項式は
{\displaystyle p(t)=\det(t\delta _{ij}-a_{ij})}
である。
中山の補題をケイリー・ハミルトンの定理から証明するため、IM = M と仮定し、φ を M 上恒等写像であるようにとる。そして上記のように多項式 p(x) を定義する。すると
{\displaystyle r=p(1)=1+p_{1}+p_{2}+\cdots +p_{n}}
が所望の性質をもっている。

## 非可換の場合
補題は非可換単位的環 R 上の右加群に対しても成り立つ。結果の定理は ジャコブソン-東屋の定理 (Jacobson–Azumaya theorem) と呼ばれることもある。
J(R) を R のジャコブソン根基とする。U が環 R 上の右加群で I が R の右イデアルであれば、UI を ui の形の元のすべての（有限）和が成す集合と定義する。UI は U の部分加群である。
V が U の極大部分加群であれば、U/V は単純加群である。なので UJ(R) は J(R) の定義と U/V が単純であるという事実によって V の部分集合である。したがって、U が少なくとも1つの（真の）極大部分加群を含めば、UJ(R) は U の真の部分加群である。しかしながら、これは R 上の任意の加群 U に対しては成り立つとは限らない、というのも U がどの極大部分加群を含まないこともあるからだ。U がネーター加群であれば、自然にこれは成り立つ。R がネーター環であり U が有限生成であれば、U は R 上のネーター加群であり、結論が成り立つ。注目すべきなのはより弱い仮定、すなわち U が R-加群として有限生成（かつ R についての有限性の仮定はない）で結論を保証するのに十分であるということである。本質的にこれが中山の補題のステートメントである。
正確に言えば、
中山の補題： U を環 R 上の有限生成右加群とする。U が 0 でなければ、UJ(R) は U の真の部分加群である。

### 証明
X を U の有限部分集合とし、U を生成するという性質をもつもので極小とする。U は0でないので、この集合 X は空でない。X の各元を {\displaystyle i\in \{1,\ldots ,n\}} に対し xi と表記する。X は U を生成するので、
{\displaystyle \sum _{i=1}^{n}x_{i}R=U}
{\displaystyle UJ(R)=U} と仮定し、矛盾を導く。{\displaystyle \sum _{i=1}^{n}x_{i}\in U} であるので、
{\displaystyle \sum _{i=1}^{n}(x_{i}r_{i})j_{i}=\sum _{i=1}^{n}x_{i},\quad (r_{i}\in R,\,j_{i}\in J(R))}
結合律により、
{\displaystyle \sum _{i=1}^{n}x_{i}(r_{i}j_{i})=\sum _{i=1}^{n}x_{i}}
J(R) は R の（両側）イデアルであるので、すべての i に対して {\displaystyle r_{i}j_{i}\in J\left(R\right)} であって、それゆえ
{\displaystyle \sum _{i=1}^{n}x_{i}k_{i}=\sum _{i=1}^{n}x_{i},\quad (k_{i}\in J(R))}
分配律を適用して、
{\displaystyle \sum _{i=1}^{n}x_{i}(1-k_{i})=0}
{\displaystyle k_{i}\in J(R)} であるので、それは準正則であり、したがってすべての i に対して {\displaystyle 1-k_{i}\in U(R)}、ただし U(R) は R の単元群を表す。ある j を選び、
{\displaystyle \sum _{i=1}^{n}x_{i}(1-k_{i})(1-k_{j})^{-1}=0}
と書く。したがって、
{\displaystyle \sum _{i\neq j}x_{i}(1-k_{i})(1-k_{j})^{-1}=-x_{j}}
ゆえに xj は xj と異なる X の元の線型結合である。これは X の極小性に矛盾する。証明終了。

### より精密な形
I を R の左イデアルとすると、以下の条件は同値である：
1. I ⊂ J (R)
2. 任意の有限生成左 R-加群 M に対し、IM = 0 ならば M = 0
3. M / N が有限生成であるような任意の左 R 加群 N ⊂ M に対し、N + IM = M ならば N = M

## 次数環・加群において
中山の補題の次数付きバージョンもある。R を非負整数からなる半群で次数付けられた環とし、{\displaystyle R_{+}} で次数が正の元で生成されたイデアルを表記する。このとき M が十分小さい i に対して {\displaystyle M_{i}=0} であるような R 上の次数加群（特に M が有限生成で R が負の次数の元を含まない）であって {\displaystyle R_{+}M=M} であれば、{\displaystyle M=0} である。特に重要なのは R が普通の次数付けによる多項式環で M が有限生成加群の場合である。
証明は次数付きでない場合よりもはるかに簡単である。i を {\displaystyle M_{i}\neq 0} であるような最小の整数ととれば、{\displaystyle M_{i}} は {\displaystyle R_{+}M} に現れないことがわかるので、{\displaystyle M\neq R_{+}M} であるかまたは、そのような i は存在しないすなわち {\displaystyle M=0}。

## 関連文献
- 中山正『局所類体論』、岩波書店〈岩波講座数学9 別項〉、1935年。NCID BN14766638。
- 中山正『代数系と微分 : 代数学よりの二三の話題』、河出書房〈数学集書4〉、1948年。NCID BN04295422。
- 中山正、東屋五郎『環論』、岩波書店〈現代数学5 代数学 2〉、1954年。	NCID BN02068361。
- 松島与三、秋月康夫、永田雅宜、中山正『リー環論 . 近代代数学 . ホモロジー代数学』、服部昭（編）、共立出版〈現代数学講座[6]〉、1956年。		NCID BN04204212。